# Hugo Santos
Hugo Santos (7 oktober 1979) is een golfprofessional uit Portugal. Hij geeft les op de Villa Sol en is de broer van Ricardo Santos die op de Europese PGA Tour speelt.
Santos werd in 2005 professional.
In september 2011 behaalde hij zijn belangrijkste overwinning. Hij versloeg Ben Collier in de play-off van het Europees Kampioenschap van PGA Professionals. In november 2011 speelde hij met zijn broer de World Cup in China, nadat zij zich in Estonia daarvoor kwalificeerden. 

## Gewonnen
- 2011: UniCredit PGA Professional Championship of Europe in Spa, Bulgarije (-11)
- 2012: UniCredit PGA Professional Championship of Europe in Spa, Bulgarije, nadat hij Ben Collier in de play-off versloeg;

## Teams
- World Cup: 2011 (met Ricardo)